# Pelagueia Kótxina
Pelagueia Kótxina (rus: Пелагея Яковлевна Полубаринова-Кочина)  (Astracan, 1 de maig de 1899 (Julià) - Moscou, 3 de juliol de 1999) (de soltera Pelagueia Iàkovlevna Polubàrinova) fou una matemàtica aplicada russa i soviètica, coneguda pel seu treball sobre mecànica dels fluids i hidrodinàmica, i en particular en l'aplicació de les equacions fucsianes, així com en la història de les matemàtiques. Va ser triada membre corresponent de l'Acadèmia de Ciències de l'URSS (des de 1991 Acadèmia Russa de les Ciències) el 1946 i membre de ple dret (acadèmica) el 1958.

## Biografia
Nascuda el 13 de maig [C.J. 1 de maig] de 1899 a l'Imperi Rus, filla d'un comptable i una mestressa de casa, Pelagueia era el segon més jove de quatre fills. Va estudiar a l'escola secundària de dones a Sant Petersburg i després va passar a la Universitat de Petrograd (després de la Revolució de 1917). Després que el seu pare morís el 1918, va començar a treballar en el laboratori de geofísica sota la supervisió d'Alexander Friedmann. Allí va conèixer Nikolai Kotxin; es van casar el 1925 i van tenir dues filles besones. Ambdós ensenyaren a la Universitat de Petrograd fins al 1934, quan es van mudar a Moscou, on Nikolai Kotxin va ocupar un càrrec d'ensenyament a la Universitat de Moscou. A Moscou, Kótxina va ser investigadora a l'Institut Steklov fins a la Segona Guerra Mundial, quan ella i les seves filles van ser evacuades a Kazan mentre el seu marit, Kotxin, es va quedar a Moscou per treballar ajudant a l'esforç militar. Va morir abans que la guerra hagués acabat. Després de la guerra, ella va editar les seves classes i va continuar ensenyant matemàtiques aplicades. Més tard va ser cap del departament de mecànica teòrica a la Universitat de Novossibirsk i directora del departament d'hidrodinàmica aplicada a l'Institut d'Hidrodinàmica. Fou una de les fundadores de la Secció Siberiana de l'Acadèmia Russa de les Ciències (llavors l'Acadèmia de Ciències de l'URSS) a Novossibirsk.
Va ser guardonada amb el Premi Stalin el 1946, es va convertir en Heroi del Treball Socialista el 1969 i va rebre l'Orde de l'Amistat dels Pobles el 1979. Va morir el 1999, pocs mesos després d'haver fet 100 anys. Està enterrada al cementiri de Novodévitxi.

## Obres selectes

### Mecànica dels fluids
- Polubarinova-Kočina, P. Ya.. Теория движения грунтовых вод.  Moscou: Gosudarstv. Izdat. Tehn.-Teor. Lit., 1952., traduït a l'anglès com a Polubarinova-Kochina, P. Ya.. Theory of ground water movement.  Princeton, NJ: Princeton University Press, 1962.

### Història de les matemàtiques
- Kochina, P. Ya.. Софья Васильевна Ковалевская (en rus).  Moscou: Nauka, 1981., traduït com a Kótxina, Pelagueia. Amor i matemàtiques: Sofia Kovalévskaia.  Moscou: Mir, 1985.